# Округ Хауард (Арканзас)
Округ Хауард (енгл. Howard County) је округ у америчкој савезној држави Арканзас. По попису из 2010. године број становника је 13.789. Седиште округа је град Nashville.

## Демографија
Према попису становништва из 2010. у округу је живело 13.789 становника, што је 511 (3,6%) становника мање него 2000. године.
| Група             | 2000.          | 2010.         |
| Белци             | 10.220 (71,5%) | 9.292 (67,4%) |
| Афроамериканци    | 3.126 (21,9%)  | 2.846 (20,6%) |
| Азијати           | 71 (0,5%)      | 87 (0,6%)     |
| Хиспаноамериканци | 727 (5,1%)     | 1.349 (9,8%)  |
| Укупно            | 14.300         | 13.789        |